# 宋以方
宋以方（1476年—1519年），字义卿，號西溪，湖广靖州（今湖南靖州县）人，明朝官員，官至江西瑞州府知府。寧王之亂時遇難。

## 生平
弘治五年（1492年）壬子科湖廣鄉試第六十四名舉人。弘治十八年（1505年）登乙丑科二甲二十六名進士。授南京戶部河南司主事，历户部郎中。正德十年（1515年）迁江西瑞州府知府。宁王朱宸濠筹备叛乱，宋以方察觉动向，筑城训练。宁王忌惮，于是胁迫镇守将其弹劾，下南昌狱。宁王起兵，宋以方坚决不降，被囚于舟中随军。待宁王兵败安庆，以方被斩祭江，時年四十四。
朝廷平乱，以方之子崇学求遗骸不得，敛其衣冠归葬。嘉靖六年（1527年），巡抚陈洪谟上奏其事，诏赠光禄寺卿，廕一子，立祠瑞州。《明史》有传。

## 家族
七世祖宋賢可，曾祖父宋文勝；祖父宋誠；父宋玥。母周氏。具慶下。

## 延伸阅读
[在维基数据编辑]
 《明史卷二百八十九》，出自《明史》